# USD Rivarolese 1906
USD Rivarolese 1906 is een Italiaanse voetbalclub uit Rivarolo Canavese die anno 2008 speelt in de Serie D/A. De club werd opgericht in 1906 en de clubkleuren zijn bordeaux, wit en zwart.